# Carposina cinderella
Carposina cinderella is een vlinder uit de familie Carposinidae. De wetenschappelijke naam is voor het eerst geldig gepubliceerd in 1989 door Diakonoff.
De soort komt voor in Europa.